# Böhmerwaldskizzen
Böhmerwaldskizzen ist ein Erzählband des deutschböhmischen Schriftstellers Karl Klostermann, der 1890 erschien. Es ist das einzige deutschsprachige Buch des Autors, das zu seinen Lebzeiten veröffentlicht wurde.

## Inhalt
Der Autor, der deutschböhmische Schriftsteller Karl Klostermann, der später nur noch tschechisch geschrieben hat, macht in dem Buch Böhmerwaldskizzen eine fiktive Reise durch seine Heimat, den Böhmerwald. Er spricht mit dem Leser, so als ob ihn dieser auf einer ausgedehnten Wanderung begleiten würde, und zeigt ihm die urwüchsige Landschaft mit deren Sehenswürdigkeiten. Diese Wanderung (von Böhmisch Eisenstein über Hurkenthal, Stubenbach, Rehberg und Mader zum Rachel, zum Lusen und zur Moldauquelle, schließlich bis nach Buchwald und Außergefild) bietet ihm aber auch ausgiebig Gelegenheit, über Land und Leute zu berichten, über die harten Lebensbedingungen in der abgeschiedenen Gegend, die er oft in Anekdoten oder kurzen Erzählungen einstreut. Dabei erfährt der Leser, wie gefährlich das Leben im Böhmerwald einst war, in dessen unendlichen Urwäldern und Sümpfen man sich leicht verirren konnte, was besonders im schneereichen Winter bedrohlich war. Hier fristete die einfache Bevölkerung in ihren Hütten ein hartes Leben. Es waren meist Holzhauer, Glasmacher oder auch Schmuggler und Wilderer, die über die bayerische Grenze herüberkamen und hier ihre Konflikte mit den Einheimischen austrugen. Eine eigentliche Inhaltsangabe für das Buch zu geben ist nicht möglich, da es keine durchgehende Handlung besitzt, sondern wie eine Plauderei mit rasch aufeinanderfolgenden Themen erscheint. Durch das ganze Buch zieht sich eine gewisse Wehmut über die Veränderungen, die sich seit der Jugendzeit des Autors im Böhmerwald ereignet haben. Borkenkäferplage und zunehmende Abholzung haben den einstigen Urwald verringert oder dessen Antlitz verändert. Wo früher noch uralte Baumriesen standen, waren nun oft nur mehr Jungholz oder kahle Flächen zu sehen. Wo früher undurchdringliches Dickicht herrschte, zogen sich nun bereits Wege und Straßen durch den Wald. Dazu kam der wachsende Tourismus, der ebenfalls Veränderungen mit sich brachte und über den der Autor nicht ohne einen gewissen Spott und Hohn, ahnungslose städtische Sommerfrischler betreffend, berichten kann. Die Sprache des Buches ist meist humorvoll und von einer eigenwilligen Launigkeit geprägt. Dennoch ist es ein ernstes Buch, das ein realistisches und ungeschöntes Bild des Böhmerwaldes gibt.

## Entstehung
Der als Journalist arbeitende Karl Klostermann veröffentlichte 1885 in der Zeitschrift Politik unter dem Pseudonym Faustin Erzählungen aus dem Böhmerwald, die in 32 Fortsetzungen unter dem Titel Heiteres und Trauriges aus dem Böhmerwalde im Feuilletonteil der Zeitschrift erschienen. Den ersten Teil dieser Fortsetzungen, nämlich 1–16, veröffentlichte Klostermann 1890 in Buchform unter dem Titel Böhmerwaldskizzen im Selbstverlag. Die Geschichten waren in der Zeitschrift recht gut angekommen, wurden in Buchform jedoch kaum beachtet. Durch den Misserfolg erschienen die restlichen Folgen der Serie dann nicht mehr als Buch. Der gemäßigte Karl Klostermann, der immer für einen Ausgleich zwischen Deutschen und Tschechen in Böhmen eintrat, fand in der Folge bei den Tschechen größeres Interesse als Schriftsteller, weshalb er seine folgenden Bücher nur mehr in tschechischer Sprache verfasste. Die Böhmerwaldskizzen blieben daher das einzige auf Deutsch geschriebene Buch Klostermanns.

## Ausgaben
- Böhmerwaldskizzen. Pilsen: Selbstverlag, 1890
- Böhmerwaldskizzen. Berlin (Ost): Rütten & Loening, 1987
- Böhmerwaldskizzen. Passau: Karl Stutz, 1996 (2. Auflage 2001)

## Tschechische Übersetzungen
- Ze Šumavy (črty). Praha: Nakladatelství Jos. R. Vilímek, 1925
- Črty ze Šumavy. Plzeň: Západočeské nakladatelství, 1986
- Črty ze Šumavy. Sušice: Radovan Rebstöck, 2006